# Cryptopimpla eleganta
Cryptopimpla eleganta là một loài tò vò trong họ Ichneumonidae.